# Giacomo di Challant-Aymavilles

Stemma della famiglia Challant

Giacomo di Challant-Aymavilles (... – 14 giugno 1459) (in francese, Jacques de Challant-Aymavilles) fu un nobile valdostano appartenente alla famiglia Challant del ramo Challant-Aymavilles.

## Biografia
Figlio primogenito di Amedeo di Challant-Aymavilles, figlio di Aimone di Fénis, ricevette in eredità dal padre la signoria e il castello di Aymavilles.
Sposò nel 1441 Giovanna Andrevet, figlia del signore di Corsan e Beaurepaire Filiberto Andrevet, dalla quale ebbe il figlio Luigi.
Ricoprì le cariche di scudiero del Duca Ludovico di Savoia (a partire dal 1434), capitano d'armi del Re Luigi XI di Francia, Balivo della Valle d'Aosta (dal 1442 al 1444) e del Faucigny (dal 1442 al 1457), podestà e governatore di Vercelli (tra il 1450 e il 1451), castellano di Chillon.
Nel 1440 fu nominato Cavaliere dell'Ordine del Collare di Savoia, in seguito chiamato Ordine Supremo della Santissima Annunziata, quinto membro della famiglia Challant ad ottenere tale onorificenza.
Nel 1451 cadde in disgrazie presso i Savoia e venne esiliato per aver preso parte alla congiura detta "dei Ciprioti", diretta contro alcuni favoriti della Duchessa di Savoia Anna di Cipro. Riuscì ad evitare l'esilio rinunciando alle cariche di potestà e governatore di Vercelli e nel 1456 ottenne il perdono dei Savoia che lo nominarono nuovo Conte di Challant.
Morì il 14 giugno del 1459.

## Il conflitto con Caterina di Challant
Morendo nel 1442 il Conte Francesco di Challant aveva lasciato in eredità i suoi beni alle figlie Margherita e Caterina, andando così contro la Legge Salica che escludeva le figlie femmine dalla linea di successione.
Giacomo e altri parenti maschi della famiglia si opposero al testamento reclamando per sé l'eredità, dando origine ad anni di scontri con la cugina Caterina e all'assedio del Castello di Châtillon.
In seguito all'esilio di Giacomo nel 1451 per avere preso parte alla congiura "dei Ciprioti" i diritti sulle terre di Francesco di Challant furono assegnati a Caterina. In seguito, il 30 giugno 1456, ottenuto nuovamente il favore dei Savoia Giacomo venne nominato a Ginevra vero erede di Francesco e unico Conte di Challant. Prese quindi d'assedio i castelli di Châtillon e di Verrès, dove Caterina si era rifugiata, costringendola infine alla resa nel dicembre del 1456.
Giacomo divenne quindi signore dei feudi di Verrès, Issogne, Saint-Vincent, Villa-Challand, Graines, Chenal e Montjovet e il titolo di secondo Conte di Challant.